# Facteur de croissance
 (novembre 2023).
Si vous disposez d'ouvrages ou d'articles de référence ou si vous connaissez des sites web de qualité traitant du thème abordé ici, merci de compléter l'article en donnant les références utiles à sa vérifiabilité et en les liant à la section « Notes et références ».
En biologie, un facteur de croissance métabolique est une substance organique nécessaire à la croissance d'un organisme ou microorganisme, à l'exclusion de la source de carbone et d'énergie, substance qu'il ne peut synthétiser ou ne peut synthétiser en quantités suffisantes.
Certains facteurs de croissance sont utilisés dans les cultures de cellules eucaryotes et sont le plus souvent des agents mitogènes.
Ces substances sont :
- des coenzymes ou précurseurs de coenzymes qui sont souvent des vitamines pour les êtres pluricellulaires et peuvent être des précurseurs d'hormones (cholécalciférol ou vitamine D par exemple) ;
- des bases azotées ou des nucléotides ;
- des acides aminés (ce sont les acides aminés essentiels des animaux).

Les antibiotiques utilisés en alimentation animale dans le but d'accroitre la production sont parfois qualifiés de « facteurs de croissance » car ils dopent la croissance. À titre d'exemple pour l'Europe, l'avilamycine, la flavomycine, le lasalocide, le monensine, la salinomycine sont très utilisés au début des années 2000 à des doses d'environ  20 grammes par tonne d'aliment, alors que d'autres comme l'Avoparcine, la bacitracine, le carbadox, l'olaquindox, la spiramycine, la tylosine et la virginiamycine sont interdits (en Europe) depuis 1997-1998). Voir ,,,.
Cette utilisation, souvent illégale, est combattue ou régulée en raison de l'antibiorésistance ainsi acquise par les microorganismes commensaux ou pathogènes des animaux élevés et transmissibles à l'homme..

## Les facteurs de croissance
Chaque microorganisme a des besoins en facteurs de croissance bien spécifiques.
Certains se développent, à l'instar de nombreux végétaux, uniquement à partir de la source de carbone et d'énergie du milieu. Leurs besoins sont comparables à d'autres qui ont absolument besoin de certaines molécules mais ils les fabriquent tous (prototrophes). Par exemple la thiamine est indispensable au métabolisme énergétique de la plupart des êtres vivants et doit donc soit être synthétisée à partir de la source de carbone et d'énergie, soit trouvée dans le milieu. Elle est donc un facteur de croissance (métabolique) pour l'organisme vivant considéré. C'est le cas de l'homme ou cette molécule est considérée comme vitamine. Les organismes ayant besoin de facteurs de croissance sont dits auxotrophes.
Par exemple, certaines souches de Proteus vulgaris sont auxotrophes vis-à-vis de l'acide nicotinique, car incapable de croître sur un milieu de culture minimum n'en contenant pas. Contrairement à certaines souches d'Escherichia coli qui peuvent cultiver sur un tel milieu car elles sont capables de synthétiser l'acide nicotinique, elles sont prototrophes.
Le besoin en facteur de croissance des auxotrophes est très variable en nature et quantité, souvent à des concentrations très faibles. Si la concentration est trop faible, le facteur de croissance est alors un facteur limitant de la croissance.

## Milieu de croissance

### Milieu minimum
Un milieu minimum est un milieu comportant les éléments chimiques strictement nécessaires à la croissance d'un organisme vivant prototrophe, en particulier bactérien, sous une forme utilisable. La composition d'un milieu minimum comprend :
- une source de carbone et d'énergie, souvent le glucose (sauf pour les photosynthétiques qui utilisent le dioxyde de carbone et la lumière) mais d'autres glucides, acides aminés ou lipides peuvent être introduites.
- des ions minéraux
  - à concentration relativement élevée :
    - cations : Ca2+, K+, Na+, Mg2+, Fe2+ ou Fe3+, NH3/NH4+
    - anions :  Phosphates, Sulfate, Nitrate…

  - à concentration très faible (oligoéléments) : Cu, Zn, Co, Ni, B, Ti…
- de l'eau, indispensable à toute vie

Le pH doit être adapté au microorganisme cultivé.

### Milieux complexes
Pour les auxotrophes doivent être ajoutés les facteurs de croissance. Ils sont apportés de façon souvent très empirique sous forme de "peptones", y compris des extraits de levure (ou peptone de levure). Ces peptones au sens large, fabriquées à partir de viande, de végétaux, de champignons (levure)…  apportent de nombreux éléments, acides aminés, coenzymes ou précurseurs, bases azotées, ions minéraux… en quantités variables selon la source. Les lipides, en particulier le cholestérol, sont absents. La stérilisation à la chaleur peut détruire certaines molécules, notamment le NAD/NADH qui est hydrolysé.
Certains organismes ne se contentent pas de ces peptones, même riches car des éléments manquent. L'addition de sérum, de sang ou même de coenzyme (comme le NAD) sont ainsi parfois nécessaires. Des lipides sont ainsi apportés.
D'autres microorganismes doivent être protégés de molécules toxiques. Citons l'intérêt du sang frais apportant une catalase neutralisant le peroxyde d'hydrogène (eau oxygénée).

### Intérêt de la connaissance des besoins
La connaissance des besoins est nécessaire pour assurer la culture de microorganismes recherchés. Le cas des Hæmophilus est très intéressant car leur classification est justement basée sur le besoin en hémine et/ou NAD.
Un milieu permet de montrer le caractère prototrophe de certains microorganismes : Citrate de Simmons.
Le milieu pour auxanogramme (du carbone) est ajusté en facteurs de croissance pour permettre l'étude des sources de carbone.

## Utilisation du besoin pour le dosage d'un facteur de croissance
La croissance d'un microorganisme auxotrophe pour un facteur de croissance donné dépend de la concentration en facteur de croissance. Elle est nulle en son absence, croit ensuite jusqu'à un plateau. La mesure de la croissance d'une solution inconnue du facteur permet son dosage en relation avec une gamme d'étalonnage.
Ces méthodes microbiologiques sont fortement concurrencées par des méthodes chimiques, en particulier la chromatographie en phase liquide à haute performance (HPLC).